# 泥脚隆背蟹
泥脚隆背蟹（学名：Carcinoplax vestita）为长脚蟹科隆背蟹属的动物。分布于朝鲜海峡、日本、澳大利亚、南非以及中国大陆的山东等地，生活环境为海水，一般生活于水深30-100米的海底泥沙中。其生存的海拔范围为-100至-30米。